# 田中滋実
田中 滋実（たなか しげみ、女性、1966年6月7日 - ）は、元テレビ朝日アナウンサー。東京都出身。

## 来歴・人物
成蹊高等学校を経て、成蹊大学を卒業した後、1989年入社した。
長年にわたり「やじうまワイド」に出演していたが、原稿を読む際によく噛んでしまうなどの珍プレーを度々見せており、司会の吉澤一彦から冷たいツッコミを入れられる事もしばしばであった。そういったやりとりを面白がった「やじうまワイド」の視聴者が、雑誌「TVブロス」の読者ページに毎週のようにその珍プレーぶりを紹介したため、『今週のしげみ』なるコーナーが出来るほど一部では人気となった。
なお、「団塊の世代」を「だんこんのせだい」と誤読したのは、有名な逸話である。さらに「X-JAPAN」を「メ・ジャパン」と誤読したこともある。
三井物産の社員と1992年に結婚した。夫のアメリカ赴任により、主婦業に専念するため1999年9月に退社した。
退社後の2000年、ちょうどアメリカの彼女の滞在先で事件が起きた際、頼まれて「やじうまワイド」にリポートで出演したことがある。2020年現在、テレビ朝日アスクアナウンススクール講師などを務めている。

## 主な担当番組
報道・情報ワイドショー番組
| 期間       | 期間      | 番組名              | 役職                                             |
| ---------- | --------- | ------------------- | ------------------------------------------------ |
| 1989年10月 | 1990年9月 | 600ステーション     | メインキャスター                                 |
| 1990年10月 | 1991年3月 | 600ステーション     | お天気キャスター                                 |
| 1991年4月  | 1993年3月 | ステーションEYE     | お天気キャスター                                 |
| 1992年4月  | 1993年3月 | トゥナイト          | アシスタント                                     |
| 1993年4月  | 1996年9月 | 新やじうまワイド    | 総合司会                                         |
| 1996年10月 | 1998年3月 | やじうまワイド      | 平日総合司会                                     |
| 1998年4月  | 1999年3月 | やじうまワイド      | 月～水曜日総合司会                               |
| 1998年10月 | 1999年9月 | スーパーJチャンネル | 平日サブキャスター兼『生活情報局』担当キャスター |
| 1999年4月  | 1999年9月 | やじうまワイド      | 木・金曜日総合司会                               |

その他
- 恋の奇跡（1999年、劇中のワイドショー司会）

## 同期入社
- 飯村真一
- 篠田潤子（退社）